# Délégation du gouvernement dans la Communauté valencienne
La délégation du gouvernement dans la Communauté valencienne est un organe du ministère de la Politique territoriale. Le délégué représente le gouvernement de l'Espagne dans la Communauté valencienne.

## Structure

### Siège

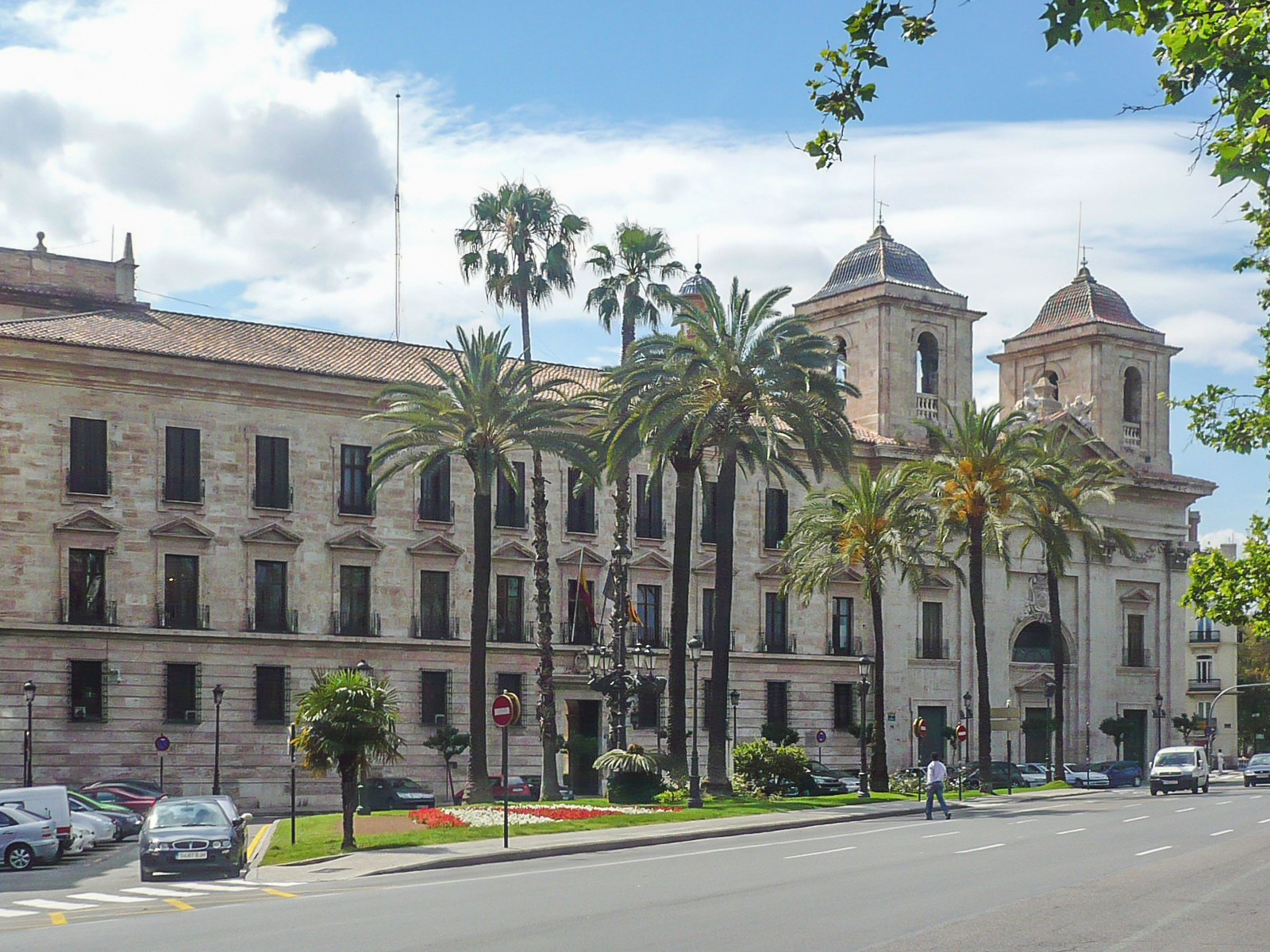
Le palais du Temple, siège de la délégation du gouvernement.

Le siège de la délégation du gouvernement dans la communauté valencienne se situe au palais du Temple, situé à Valence. Néanmoins, des travaux de réhabilitation de l'édifice ont conduit à un emménagement dans la rue Colón.

### Sous-délégation
Le délégué du gouvernement dans la Communauté valencienne est assisté de trois sous-délégués du gouvernement. Il existe une sous-délégation dans chaque province de la communauté autonome :
- sous-délégation du gouvernement dans la province de Valence (Calle Joaquín Ballester, 39, 46009-Valence) ;
- sous-délégation du gouvernement dans la province d'Alicante (Plaza Muntanyeta, 6, 03001-Alicante) ;
- sous-délégation du gouvernement dans la province de Castellón (Plaza María Agustina, 6, 12071-Castellón de la Plana).

## Titulaires
| Délégués | Délégués                      | Dates du mandat | Dates du mandat | Parti |
| -------- | ----------------------------- | --------------- | --------------- | ----- |
|          | Eugenio Burriel de Orueta     | 25/07/1984      | 30/12/1989      | PSOE  |
|          | Francisco Granados Calero     | 06/01/1990      | 15/07/1995      | PSOE  |
|          | Carlos González Cepeda        | 18/05/1996      | 13/05/2000      | PP    |
|          | María Carmen Mas Rubio        | 13/05/2000      | 06/04/2002      | PP    |
|          | Francisco Camps               | 06/04/2002      | 07/09/2002      | PP    |
|          | Juan Gabriel Cotino Ferrer    | 07/09/2002      | 24/04/2004      | PP    |
|          | Antonio Bernabé García        | 24/04/2004      | 17/05/2008      | PSOE  |
|          | Ricardo Peralta Ortega        | 17/05/2008      | 24/12/2010      | PSOE  |
|          | Ana Botella Gómez             | 24/12/2010      | 31/12/2011      | PSOE  |
|          | Paula Sánchez de León         | 31/12/2011      | 14/06/2014      | PP    |
|          | Serafín Castellano            | 14/06/2014      | 30/05/2015      | PP    |
|          | Juan Carlos Moragues          | 04/07/2015      | 19/06/2018      | PP    |
|          | Juan Carlos Fulgencio Tejedor | 19/06/2018      | 12/02/2020      | PSOE  |
|          | Gloria Isabel Calero Albal    | 12/02/2020      | 28/06/2022      | PSOE  |
|          | María Pilar Bernabé García    | 28/06/2022      | En fonction     | PSOE  |